# Vlag van Oldenburg

Landesflagge (1774 – 1919) (ratio 3:5)

De Vlag van Oldenburg bestond uit een blauw veld met daarop een rood kruis. Vanaf 1773, toen Oldenburg opnieuw een zelfstandig graafschap werd, waren er verschillende vlaggen in gebruik.
Als civiele vlag en handelsvlag was een blauw vlag met daarop een Scandinavisch kruis in gebruik. Deze vlag bleef in gebruik tot 1919. De landesfarben konden als alternatieve vlag, in de vorm van een tweekleur in de kleuren blauw en rood, gebruikt worden.
Als staatsvlag werd een blauwe vlag met daarop een rood Sint-Joris kruis gebruikt. Toen Oldenburg in 1871 een deelstaat werd van het Duitse Keizerrijk, werd het staatswapen op de vlag geplaatst.
Na de novemberrevolutie werd Oldenburg evenals de andere Duitse staten een republiek. De vlag met het Scandinavisch kruis werd afgeschaft en als civiele- en handelsvlag kwam nu de vlag met het Sint-Joris kruis in gebruik. Op een verandering van het wapen na bleef de staatsvlag ongewijzigd.

## Vlaggen in gebruik tijdens de monarchie

? ? Landesfarben
? ? Landesflagge (1774 – 1919) (ratio 3:5)
? ? Staatsflagge (1774–1871) (ratio 3:5)

## Vlaggen in gebruik tijdens de republiek

? ? Landesflagge (1919 - 1934) (ratio 3:5)
? ? Landesdienstflagge (1919–1934) (ratio 3:5)

Rijksstad Aken · Anhalt · Baden · Bataafse Republiek · Koninkrijk der Beide Siciliën · Koninkrijk Beieren · Groothertogdom Berg · Hertogdom Bourgondië · Brunswijk · Cornwall · Koninkrijk Dalmatië · Vrije Stad Danzig · Duitse Democratische Republiek · Duitse Rijk · Deutschösterreich · Engelse Gemenebest · Koninkrijk Etrurië · Vrijstaat Fiume · Republiek Gumuljina · Koninkrijk Hannover · Hanze · Heilige Roomse Rijk · Herceg-Bosna · Hessen-Darmstadt · Hessen-Kassel · Hessen-Homburg · Volksstaat Hessen · Idel-Oeral Staat · Joegoslavië · Kerkelijke Staat · Koeban · Koerland · Republiek Krakau · Lucca · Prinsbisdom Luik · Luikse Republiek · Mecklenburg-Schwerin · Mecklenburg-Strelitz · Memelland · Midden-Litouwen · Nazi-Duitsland · Neutraal Moresnet · Occitanië · Oldenburg · Oost-Roemelië · Oostenrijk-Hongarije · Ottomaanse Rijk · Parthenopeïsche Republiek · Pommeren · Pruisen · Republiek Ragusa · Reuss jongere linie · Reuss oudere linie · Volksstaat Reuss · Rijnprovincie · Protectoraat Saarland · Saksen · Saksen-Altenburg · Saksen-Coburg en Gotha · Saksen-Hildburghausen · Saksen-Meiningen · Savoie · Servië en Montenegro · Sovjet-Unie · Transkaukasische Socialistische Federatieve Sovjetrepubliek · Tsjecho-Slowakije · Unie van Kalmar · Republiek Venetië · Waldeck-Pyrmont · Westfalen · Weimarrepubliek · Württemberg ·  Republiek der Zeven Verenigde Nederlanden (1572-1795) · Republiek der Zeven Verenigde Nederlanden (1650-1795)